# Ona, jedině ona
Ona, jedině ona (v anglickém originále She’s the One) je americká filmová komedie z roku 1996. Režisérem filmu je Edward Burns. Hlavní role ve filmu ztvárnili Edward Burns, Mike McGlone, Cameron Diaz, Jennifer Aniston a Maxine Bahns. 

## Obsazení
| Edward Burns     | Mickey Fitzpatrick  |
| Mike McGlone     | Francis Fitzpatrick |
| Cameron Diaz     | Heather Davis       |
| Jennifer Aniston | Renee Fitzpatrick   |
| Maxine Bahns     | Hope                |
| John Mahoney     | pan Fitzpatrick     |
| Leslie Mann      | Connie              |
| Amanda Peet      | Molly               |
| Frank Vincent    | Ron                 |